# サンゲ・ゲドゥプ
サンゲ・ゲドゥプ（ゾンカ語: སངས་རྒྱས་དངོས་གྲུབ།་, ラテン文字転写: Sangay Ngedup）は、ブータンの政治家。日本での表記は「サンガイ・ンゲドゥプ」、「サンガイ・ネドゥプ」などもある。

## 経歴
1953年生まれ。現国王ジグミ・ケサル・ナムゲル・ワンチュクの伯父（前国王ジグミ・シンゲ・ワンチュクの4人の王妃の兄）にあたる。インドの聖ステファノ大学を卒業後に外務官僚となり、駐クウェート大使や駐スイス大使等を歴任した。その後、国内に戻り、外務以外の官僚としても活動している。
1998年、国民議会における閣僚候補信任投票を経て、保険・教育大臣として閣僚評議会入りし、後に閣僚評議会議長（閣僚輪番制の首相相当職）に就任した。2003年の閣僚評議会改組における信任投票でも信任され、農業大臣となり、閣僚評議会議長も務めた。なお、1期目の2001年12月、2期目の2007年4月に訪日している。
2007年、ブータンで新たに組織された政党の1つである国民民主党（PDP）の党首となる。翌年3月24日の国民議会（下院）選挙で、ジグメ・ティンレー率いるブータン調和党（DPT）と政権を争った。しかし、PDPは47議席中わずか2議席にとどまる惨敗を喫し、党首のサンゲ・ゲドゥプまでもが自身の選挙区で落選した。このためサンゲ・ゲドゥプは、党首の座をPDP当選者の1人であるツェリン・トブゲに譲った。